# Rönnskärs Fladen
Rönnskärs Fladen är en fjärd i Åland (Finland). Den ligger i den sydöstra delen av landskapet, 30 km öster om huvudstaden Mariehamn.